# Litra EA
Litra EA er typebetegnelsen for 22 ellokomotiver erhvervet af DSB, men hvoraf halvdelen i dag er i drift i Østeuropa. EA blev anskaffet i forbindelse med elektrificeringen af de danske hovedbaner og er leveret i to serier i hhv. 1984-1986 (3001-3010) og 1992-1993 (3011-3022).
EA sattes i drift på Kystbanen i 1986 og på Vestbanen i 1987-1989. Fra Storebæltsforbindelsens åbning i 1997 fremførte EA også godstog, indtil litra EG leveredes fra 2000.
Efterhånden som nyere eltogsæt kom til, reduceredes driften med EA til et par lokomotiver, der fremførte internationale nattog mellem København og Padborg, indtil disse ophørte i 2014. DSB's 6 tilbageblevne EA'ere blev efterfølgende ombygget, så de siden 2015 kunne fremføre dobbeltdækkervogne mellem Østerport og Ringsted/(Slagelse). De sidste EA blev taget ud af drift i december 2020, hvor de blev afløst af de nye litra EB.

## Historie
I midten af 1970'erne nedsatte DSB en række APO-grupper (Arbejds Projekt Organisation), et nyt koncept til at udvikle fremtidens materiel. Der nedsattes fire APO'er, henholdsvis med ansvar for dieseltraktion (som mundede ud i litra ME), lyntog (som mundede i ud i to prototypelyntog, som dog ikke fik nogen succes, men blev en kraftig inspiration til IC3), S-tog (som mundede ud i to prototyper, ingen af dem blev en succes, men den ene endte med at blive inspiration til 3. generations S-togene), og El-traktion, der mundede ud i litra EA.
Gruppen for el-traktion fandt en passende type lokomotiv i det tyske BR120, som blev det tekniske grundlag. De eneste ændringer der blev foretaget fra det tyske forbillede var vognkassens design, som blev nøje koordineret med dieseltraktionsgruppens og lyntogsgruppens design, og enkelte elektriske komponenter. Ændringen af det elektriske skyldtes, at der i tyskland kørtes (og stadig køres) med 15 kV vekselstrøm med en frekvens på 16 2/3 Hz (standardiseret til 60 Hz), hvor det danske system anvender 25 kV vekselstrøm med en frekvens på 50 Hz.
De to første lokomotiver, 3001-3002, blev leveret fra Henschel i 1984 og umiddelbart suppleret af yderligere otte, 3003-3010, fra Scandia gennem de efterfølgende to år, som desuden i 1992 og 1993 leverede yderligere 12 lokomotiver, 3011-3022.
I starten anvendtes EA til at trække persontog på Sjælland, og først da Storebæltsforbindelsen blev taget i brug blev lokomotiverne taget i tjeneste på Fyn og i Jylland. I denne forbindelse overgik de efterhånden til at trække godstog samtidig med, at IR4 (Litra ER) blev taget i anvendelse til passagerdrift.
I juni 2001 solgtes DSB Gods til det tysk-dominerede Railion og ændrede navn til Railion Danmark. 10 af DSB's EA-lokomotiver (EA 3011-3019 og 3021) fulgte i denne forbindelse med. Trods ejerskiftet har de beholdt både den rød/sorte bemaling, litra, numre og navne. De seks idriftværende DSB-EA'ere 3001, 3004, 3007, 3010, 3020 og 3022 blev i oktober 2006 forsynet med mørkeblå folie som et led i virksomhedens nye designprofil. De seks resterende lokomotiver, 3002, 3003, 3005, 3006, 3008 og 3009, blev i januar 2007 solgt til bulgarske Bulmarket. De blev løbende istandsat og transporteret til Bulgarien i 2007-2008.
DSB anvendte efterfølgende sine seks egne EA-lokomotiver til bl.a. City Night Line-togene mellem den danske grænse ved Padborg og Københavns Hovedbanegård og nogle få regionaltog på Sjælland. Dette nødvendiggjorde imidlertid kun brug af et begrænset antal lokomotiver. EA 3001 blev henstillet i 2009 og udrangeret i 2016 og ophugget i 2017. Behovet for de øvrige lokomotiver blev endnu mindre, da City Night Line-toget blev indstillet i november 2014. DSB regnede dog med at bruge sine resterende fem EA-lokomotiver nogle år endnu. I 2014-2015 blev de udstyret med ZWS kommunikation til brug for kørsel med dobbeltdækkertog, og i 2017 blev de lakeret helrøde.
Omkring maj 2020 hensatte DSB EA 3004 og 3010. Grunden til dette var DSB manglede reservedele til EA, og at 3004 og 3010 var i dårlig tilstand. EA 3004 blev overført til Danmarks Jernbanemuseum (DJM) i Odense i juni 2020. 3010 fungerede som reservedele til de tre sidste EA, der var i drift, 3007, 3020 og 3022. 3007, 3020 og 3022 kørte kun mandag til fredag på strækningen Østerport-Ringsted/Slagelse på bestemte afgange. 3007 fungerede som reserve for 3020 og 3022. De tre sidste EA blev udfaset, efter at de nye EB (Vectron) lokomotiver kom til Danmark og blev godkendt i oktober 2020.
Fredag d. 11. december 2020 kørte det sidste EA-trukne persontog, som blev trukket af EA 3020 fra Ringsted til Østerport som RØ (RE) 4152 med ankomst til Østerport kl 18:58. Dermed sluttede EA kapitlet i DSB-regi. Lørdag d. 12. december 2020 kørte 3020 og 3022 et materieltog fra Godsbanegården til Korsør via Høje Taastrup og retur til Godsbanegården via Køge Nord med den kongelige følgevogn. EA kørte dermed sin første, eneste og sidste gang på egen kraft på den nye bane mellem København og Ringsted denne dag.
Efter køreplanskiftet 13. december 2020 har EB (Vectron) overtaget EA-løbene. Efter EB var blevet sat i passagerdrift, i den gamle køreplan, var EA kun sat til at køre 4 afgange mandag til fredag, da EB overtog det lange EA-løb.
Torsdag d. 18. februar 2021 blev det officielt, at EA 3007, 3010, 3020 og 3022 blev solgt til Bulmarket i Bulgarien. Hermed vil alle EA igen være samlet på nær EA 3004, som pr. 2025 er udstillet på Danmarks Jernbanemuseum i Odense, og EA 3001, som blev ophugget.

## Teknik
Litra EA's banemotorer er asynkrone el-motorer (vekselstrøms-motorer). Den tidligere norm for såvel elektriske som diesel-elektriske lokomotiver havde været jævnstrøms-motorer. Skiftet skyldtes, at man nu endelig havde udviklet en pålidelig styring til variabel ydelse fra vekselstrøms-motorer, og at jævnstrøms-motorer efterhånden ikke kunne levere samme ydelse som vekselstrøms-motorer.
EA-lokomotiverne var ikke i udgangspunktet udstyret med ZWS styresystem. ZWS systemet er nødvendigt for, at EA-lokomotiverne kan kommunikere med DSB's dobbeltdækkervogne, som indtil 2015 udelukkende fremførtes af ME-lokomotiver. Det voldte DSB en række især tekniske problemer at udstyre EA-lokomotiverne med ZWS, men i februar 2015 begyndte EA 3007 som det første lokomotiv at fremføre dobbeltdækkervogne i plandrift.

## Lokomotivernes navne
Alle EA er opkaldt efter videnskabsfolk og jernbanefolk:
| Litra | Navn             |
| ----- | ---------------- |
| 3001  | H.C. Ørsted      |
| 3002  | Niels Bohr       |
| 3003  | Heinrich Wenck   |
| 3004  | Ole Rømer        |
| 3005  | William Radford  |
| 3006  | Valdemar Poulsen |
| 3007  | Kirstine Meyer   |
| 3008  | Otto Busse       |
| 3009  | Anker Engelund   |
| 3010  | Søren Hjorth     |
| 3011  | Thomas B. Thrige |
| 3012  | A.R. Angelo      |
| 3013  | Wilhelm Hellesen |
| 3014  | C.E. Krarup      |
| 3015  | Nielsine Nielsen |
| 3016  | A.W. Hauch       |
| 3017  | Emil Chr. Hansen |
| 3018  | Niels Finsen     |
| 3019  | P.O. Pedersen    |
| 3020  | G.F. Ursin       |
| 3021  | P.W. Lund        |
| 3022  | Søren Frich      |

## Eksterne links
- Wikimedia Commons har flere filer relateret til Litra EA
- Status for Litra EA Arkiveret 10. juni 2011 hos  Wayback Machine
- Jernbanen.dk – Litra EA
- DSB: Strækningslokomotiver